# Manhac (Alier)
Magnet és un municipi francès, situat al departament de l'Alier i a la regió d'Alvèrnia-Roine-Alps. L'any 2007 tenia 761 habitants.

## Demografia

### Població
El 2007 la població de fet de Magnet era de 761 persones. Hi havia 306 famílies de les quals 70 eren unipersonals (41 homes vivint sols i 29 dones vivint soles), 99 parelles sense fills, 120 parelles amb fills i 17 famílies monoparentals amb fills.
La població ha evolucionat segons el següent gràfic:
Habitants censats

### Habitatges
El 2007 hi havia 346 habitatges, 309 eren l'habitatge principal de la família, 17 eren segones residències i 20 estaven desocupats. 332 eren cases i 11 eren apartaments. Dels 309 habitatges principals, 247 estaven ocupats pels seus propietaris, 53 estaven llogats i ocupats pels llogaters i 9 estaven cedits a títol gratuït; 8 tenien dues cambres, 55 en tenien tres, 92 en tenien quatre i 154 en tenien cinc o més. 207 habitatges disposaven pel capbaix d'una plaça de pàrquing. A 124 habitatges hi havia un automòbil i a 157 n'hi havia dos o més.

### Piràmide de població
La piràmide de població per edats i sexe el 2009 era:
| Homes | Edats   | Dones |
| ----- | ------- | ----- |
| 0     | 95 o +  | 0     |
| 0     | 90 a 94 | 0     |
| 4     | 85 a 89 | 0     |
| 12    | 80 a 84 | 12    |
| 12    | 75 a 79 | 4     |
| 12    | 70 a 74 | 12    |
| 20    | 65 a 69 | 16    |
| 16    | 60 a 64 | 16    |
| 20    | 55 a 59 | 24    |
| 44    | 50 a 54 | 20    |
| 24    | 45 a 49 | 40    |
| 28    | 40 a 44 | 20    |
| 32    | 35 a 39 | 32    |
| 28    | 30 a 34 | 32    |
| 20    | 25 a 29 | 16    |
| 8     | 20 a 24 | 12    |
| 24    | 15 a 19 | 20    |
| 20    | 10 a 14 | 16    |
| 20    | 5 a 9   | 48    |
| 16    | 0 a 4   | 20    |

## Economia
El 2007 la població en edat de treballar era de 476 persones, 355 eren actives i 121 eren inactives. De les 355 persones actives 320 estaven ocupades (179 homes i 141 dones) i 37 estaven aturades (17 homes i 20 dones). De les 121 persones inactives 49 estaven jubilades, 32 estaven estudiant i 40 estaven classificades com a «altres inactius».

### Ingressos
El 2009 a Magnet hi havia 325 unitats fiscals que integraven 817,5 persones, la mediana anual d'ingressos fiscals per persona era de 16.470 €.

### Activitats econòmiques
Dels 30 establiments que hi havia el 2007, 1 era d'una empresa extractiva, 1 d'una empresa alimentària, 2 d'empreses de fabricació d'altres productes industrials, 8 d'empreses de construcció, 7 d'empreses de comerç i reparació d'automòbils, 2 d'empreses de transport, 2 d'empreses d'hostatgeria i restauració, 1 d'una empresa financera, 2 d'empreses de serveis, 1 d'una entitat de l'administració pública i 3 d'empreses classificades com a «altres activitats de serveis».
Dels 11 establiments de servei als particulars que hi havia el 2009, 2 eren tallers de reparació d'automòbils i de material agrícola, 5 electricistes, 1 perruqueria, 2 restaurants i 1 saló de bellesa.
Dels 2 establiments comercials que hi havia el 2009, 1 era una botiga de menys de 120 m² i 1 una fleca.
L'any 2000 a Magnet hi havia 24 explotacions agrícoles que ocupaven un total de 660 hectàrees.

## Equipaments sanitaris i escolars
El 2009 hi havia una escola elemental.

## Poblacions més properes
El següent diagrama mostra les poblacions més properes.